# 五帝內座一
HD 18438，又名BD+78 103，SAO 4810、HR 881，是一颗仙王座的恒星，视星等为5.49，位于銀經129.08，銀緯18.19，其B1900.0坐标为赤經2h 52m 46.6s，赤緯+79° 18.19′ 25″。